# Георг I (герцог Саксен-Майнінгенський)
Георг I (нім. Georg I.), повне ім'я Георг Фрідріх Карл (нім. Georg Friedrich Karl), (4 лютого 1761 — 24 грудня 1803) — герцог Саксен-Майнінгену з Ернестинської лінії Веттінів, молодший син герцога Саксен-Майнінгену Антона Ульріха та гессенської принцеси Шарлотти Амалії.
Його правління відоме як період освіченого абсолютизму та лібералізму. Мав ідею дати державі конституцію. Першим із правителів герцогства зацікавився проблемою екології країни. У 1800 році заснував Академію лісів.

## Біографія

### Ранні роки
Народився 4 лютого 1761 у Франкфурті-на-Майні. Був сьомою дитиною та четвертим сином в родині герцога Саксен-Майнінгену Антона Ульріха та його другої дружини Шарлотти Амалії Гессен-Філіпстальської. Мав старших братів Карла та Фрідріха Франца, який наступного місяця помер, й сестер Шарлотту та Луїзу. Інші діти померли в ранньому віці до його народження. Невдовзі сім'я поповнилася донькою Амалією.
Батько пішов з життя, коли Георгу не виповнилося й 2 років. Оскільки в герцогстві не було прімогенітури, Георг і Карл мали рівні права на престол. Втім, через їхнє малолітство, регенткою була призначена їхня матір Шарлотта Амалія. Освічена правителька, вона змогла вивести країну з економічної кризи та дати дітям добре виховання.
Принци могли вільно бавитися в саду та працювати в ньому. Після домашньої освіти вони провели рік у Страсбурзі, де вдосконалювали знання французької мови та навички в образотворчому мистецтві. Згодом подорожували Швейцарією й, зрештою, у вересні 1775 року повернулись до матері у Франкфурт, а у березні 1776 — до Майнінгену.

### Правління
У лютому 1782 року Георг приєднався до брата у справах керування герцогством, а Шарлотта Амалія остаточно залишила посаду регентки. Разом володарі займалися благоустроєм королівської резиденції. Гете, який у травні прибув до Майнінгену, відмічав їхні активні дії в цьому напрямку. Однак, вже у липні Карл пішов з життя у зовсім молодому віці, не залишивши нащадків. Георг після цього став одноосібним правителем. Час його володарювання став відомий ліберальним абсолютизмом, що ґрунтувався на стилі правління Шарлотти Амалії.
У віці 21 року Георг узяв за дружину 19-річну принцесу Луїзу Елеонору Гогенлое-Лангенбурзьку. Весілля відбулося 27 листопада 1782 року у Лангенбурзі. У подружжя народилося троє дітейː
Мешкало сімейство у замку Елізабетхенбург в Майнінгені. Літо від 1798 року проводили у замку Альтенштайн у Тюринзькому лісі. Георг вніс певні зміни у тамтешній палацовий комплекс та звелів розбити навколо парк в англійському стилі. При його будівництві була знайдена т. з. Альтенштайнська печера, яка виявилась найдовшою печерою в Тюрингії.

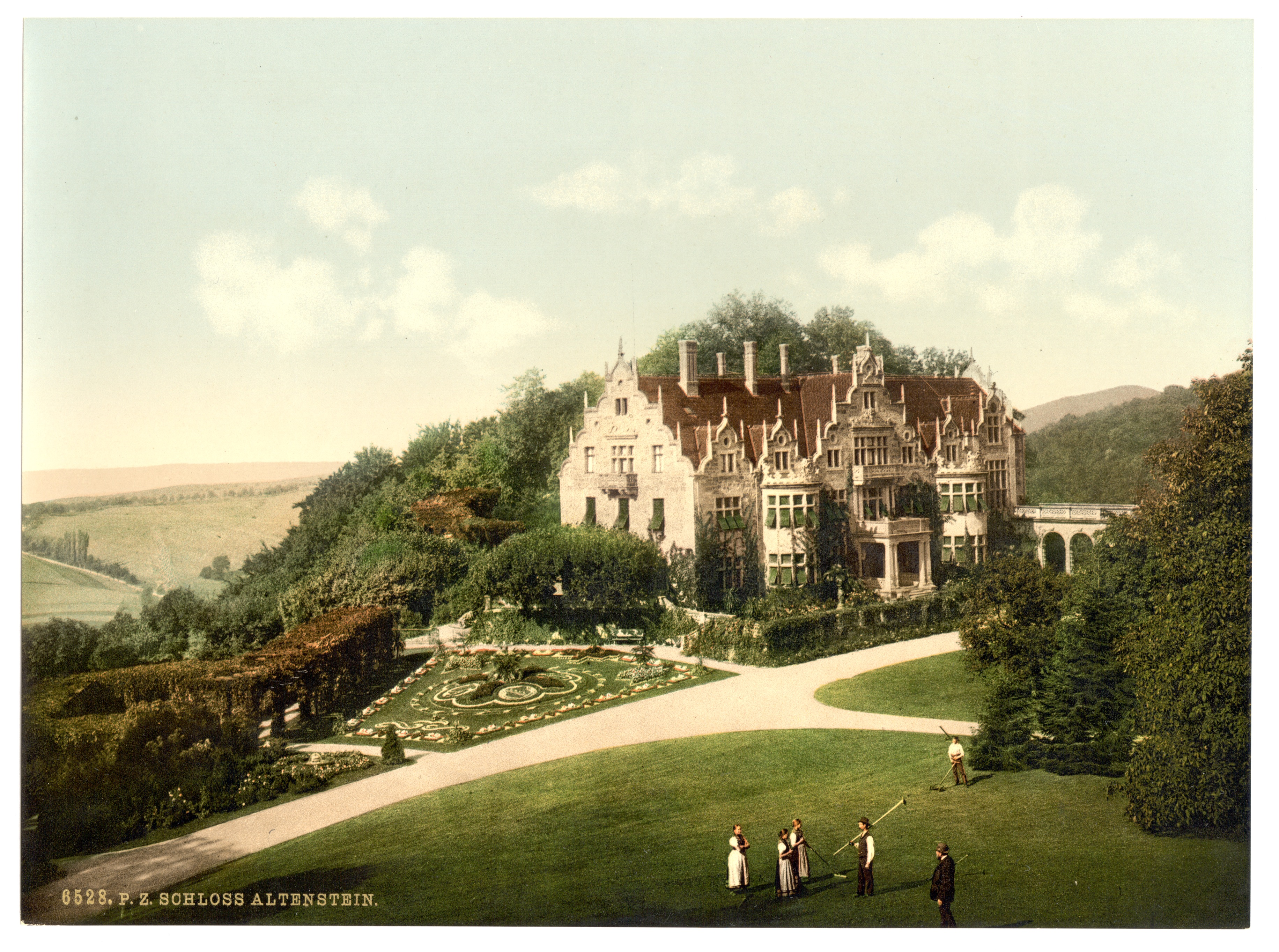
Замок Альтенштайн

Герцог підтримував розвиток сільського господарства та прокладення доріг, а також докладав зусиль до відновлення лісів, оскільки їхня вирубка, а разом з тим й висока ерозія ґрунту досягли катастрофічного рівня. Для виправлення становища була заснована спеціальна Академія Лісів у Дрейсигакері. Також намагався зберегти вцілілі хащі та популяції місцевих тварин.
Підвищував освітній рівень герцогства. Посівши трон, ввів розклад відкритих дверей придворної бібліотеки, коли кожен мав змогу відвідати її. Те саме стосувалося і палацових колекцій мистецтва, зібраних його братом. Концерти придворного оркестру також стали відкритими для звичайних громадян. Після народження сина Георг відмовився від традиційних урочистостей, натомість, пожертвувавши гроші на будівництво гімназії та закликавши підданих наслідувати його приклад. Для дітей, які не могли відвідувати уроки через необхідність заробляти на життя, була створена школа, поєднана з майстернею, де діти з бідних сімей могли навчатися шити, в'язати або іншому ремеслу й одночасно заробляти трохи грошей. Медична допомога та медикаменти для дітей та дорослих були безкоштовними. Також кожні півтора року вони отримували новий одяг за невелику суму грошей. Девізом правителя у допомозі бідноти сталоː «Не давайте милостині, надавайте бідним допомоги, аби вони допомогли собі!»
У церковній сфері було скасовано публічне покарання неодружених матерів, екзорцизм при хрещенні та примусове індивідуальне сповідання. У церковних службах літургія була замінена повчальною проповіддю.
Сам, будучи освіченою людиною, Георг друкував статті в філософських публікаціях, використовуючи псевдонім. Ідеї володаря зайшли так далеко, що він хотів відмовитися від Таємної ради та перетворити герцогство на ліберальну конституційну державу. Втім, рання смерть йому в цьому завадила.
Помер герцог від хвороби, яка перебігала з гарячкою, в канун Різдва 1803 року. Похований на парковому цвинтарі Майнінгена.

## Родина
Дружина — Луїза Елеонора Гогенлое-Лангенбурзька
Діти:
- Адельгейда (1792—1849) — дружина короля Великої Британії та Ганноверу Вільгельма IV, мала двох доньок, що померли немовлятами;
- Іда (1794—1852) — дружина принца Саксен-Веймар-Айзенаського Карла Бернхарда, мала восьмеро дітей;
- Бернхард (1800—1882) — наступний герцог Саксен-Майнінгену у 1803—1866 роках, був одруженим із принцесою Марією Фредерікою Гессен-Кассельською, мав сина та доньку.